# Otto Schlüter (Geograph)
Otto Ludwig Karl Schlüter (* 12. November 1872 in Witten, Provinz Westfalen; † 12. Oktober 1959 in Halle (Saale)) war ein deutscher Siedlungsgeograph.

## Leben
Otto Schlüter war der Sohn eines Rechtsanwalts und besuchte das Burggymnasium Essen. Nach dem Abitur begann an der Albert-Ludwigs-Universität Freiburg Geographie, Geschichte, deutsche Philologie und Philosophie zu studieren. 1891 schloss er sich dem Corps Rhenania Freiburg an. Als er 1892 mit denselben Fächern an die Friedrichs-Universität Halle wechselte, wurde er auch im Corps Palaiomarchia Halle aktiv. Unter dem Eindruck der Vorlesungen und Seminare von Alfred Kirchhoff entschied er sich, sich ganz auf die Geographie zu konzentrieren. Mit einer von Alfred Kirchhoff betreuten Dissertation zur Siedlungsgeographie wurde er 1896 in Halle zum Dr. phil. promoviert. Bei Ferdinand von Richthofen setzte er an der Friedrich-Wilhelms-Universität zu Berlin seine Studien fort und entwickelte dabei neue Methoden der Anthropogeographie. Er unternahm ausführliche Feldforschungen in der Bretagne, in der Auvergne, in Dalmatien und in Bosnien. Seit 1899 war er wissenschaftlicher Assistent der Gesellschaft für Erdkunde. 1906 habilitierte er sich an der Friedrich-Wilhelms-Universität. Er war Privatdozent an der Universität zu Köln und der Rheinischen Friedrich-Wilhelms-Universität Bonn.
Am 15. Februar 1911 wurde Schlüter als Ordinarius zum Nachfolger von Alfred Philippson in Halle berufen. 1938 wurde er emeritiert. Im Alter von 76 Jahren berief die Martin-Luther-Universität Halle Schlüter 1948 erneut, nun auf den Lehrstuhl für die Geographie der Kulturlandschaft, und betraute ihn mit der Lehre im Fach Methodik der Geographie. Diese Professur hatte er bis 1951 inne.
Schlüter war Mitglied mehrerer geographischer Gesellschaften und Vereine für Erdkunde. Er wurde am 23. Juni 1942 Vizepräsident der Leopoldina und 1952/53 als Nachfolger von Emil Abderhalden ihr Präsident. Sein Nachfolger wurde 1954 Kurt Mothes.
Wissenschaftlich überragend sind seine Leistungen in der Siedlungsgeographie. 1952 legte er eine Karte der frühgeschichtlichen Siedlungsräume Mitteleuropas vor, die zwar der alten Vorstellung einer relativ linearen Entwicklung folgte, aber die Veränderlichkeit der Landschaft eindrücklich zeigte und so auch Eingang in viele Schulbücher fand.
Otto Schlüters letzte Ruhestätte befindet sich auf dem Kirchhof von St. Laurentius (Halle).

## Familie
Otto Schlüter war seit 1907 verheiratet mit Margret geb. Heyer, einer Führerin der caritativen Bewegung. Sie starb früh. Zwei Söhne fielen im Zweiten Weltkrieg; der dritte wurde Stadtoberbaumeister in Hannover. Seit 1948 lebte der tiefgläubige Otto Schlüter allein.

## Politische Zuordnung
Schlüter hing dem Rechtskonservatismus an. 1912 wurde er Mitglied des Reichskolonialbunds, 1915 des Alldeutschen Verbands und nach dem Ersten Weltkrieg des Deutschvölkischen Schutz- und Trutzbunds. Ende 1918 trat er in die Deutschnationale Volkspartei ein. Seit 1935 gehörte er der Nationalsozialistischen Volkswohlfahrt und dem Nationalsozialistischen Altherrenbund an. Nach dem Zweiten Weltkrieg wurde Schlüter Mitglied der Christlich-Demokratischen Union Deutschlands in der Sowjetischen Besatzungszone („Ost-CDU“).

## Nachlass

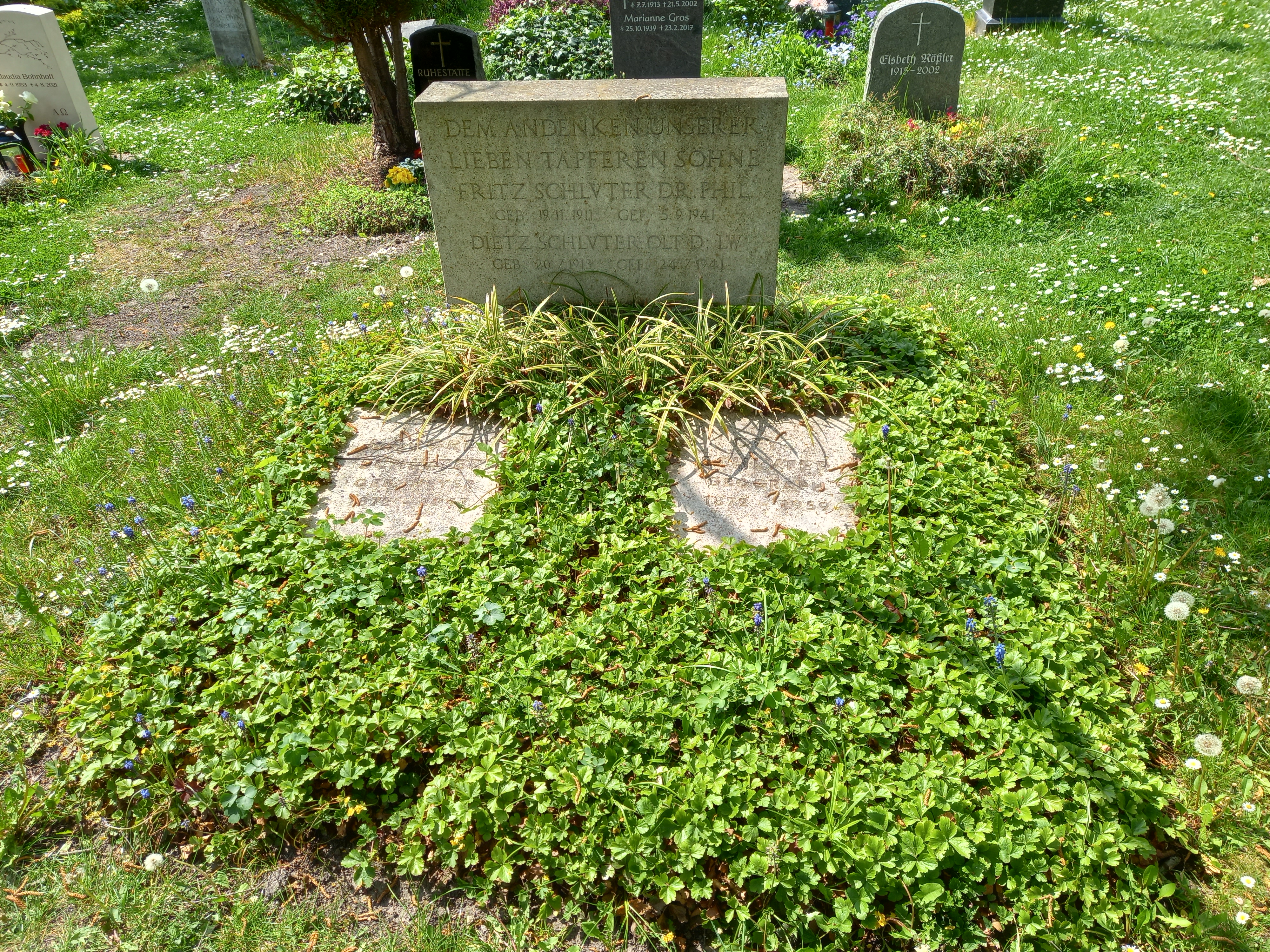
Das Grab von Otto Schlüter und seiner Ehefrau Margret auf dem Laurentiusfriedhof (Halle)

Teile des Nachlasses von Otto Schlüter befinden sich in der Universitäts- und Landesbibliothek Sachsen-Anhalt, im Archiv der Leopoldina sowie im Archiv für Geographie des Leibniz-Instituts für Länderkunde in Leipzig.

## Ehrungen
- Goethe-Medaille für Kunst und Wissenschaft (1942)
- Dr. rer. nat. h. c. der Universität Leipzig (1952)[12]
- Wahl in die Deutsche Akademie der Naturforscher Leopoldina (1923)
- Karl-Ritter-Medaille der Berliner Gesellschaft für Erdkunde (2. Mai 1953)[13]
- Ehrenmitglied der Leopoldina (1954)
- Franz-von-Hauer-Medaille der Geographischen Gesellschaft in Wien (3. Oktober 1956)[14]

## Darstellung in der bildenden Kunst
- Gustav Weidanz: Otto Schlüter (um 1952, Medaille, Bronze)[15]

## Schriften
- Bemerkungen zur Siedlungsgeographie (1899)
- Siedlungskunde des Thales der Unstrut von der Sachsenburger Pforte bis zur Mündung (1896)
- Siedlungsräume Mitteleuropas in frühgeschichtlicher Zeit (1952–1954)
- Über das Verhältnis von Mensch und Natur in der Anthropogeographie (1907)
- Ziele der Geographie des Menschen (1906)

## Begutachtung von Dissertationen
Otto Schlüter war Gutachter von Doktorarbeiten, die der Naturwissenschaftlichen Fakultät der Martin-Luther-Universität Halle-Wittenberg vorgelegt wurden. Beispielsweise wurde er 1955 mit dem Hochschulprofessor Ernst Neef als (zweiter) Referent zur Begutachtung der Inaugural-Dissertation des Geographen und späteren Meeresforschers Rudolf Schemainda (1921–1987) bestellt.